# Nainville-les-Roches
Nainville-les-Roches  [nɛ̃vil lɛ ʁɔʃ] je francouzská obec v departementu Essonne v regionu Île-de-France. Leží 40 kilometrů jihovýchodně od Paříže.

## Jméno obce
Původ jména není znám. Současné jméno obec získala v roce 1793, přídomek les-Roches byl doplněn v roce 1909.

## Geografie
Sousední obce: Auvernaux, Saint-Fargeau-Ponthierry, Champcueil, Saint-Sauveur-sur-École a Soisy-sur-École.

## Památky
- kostel sv. Lubina z 19. století
- zámek z 19. století ve stylu Ludvíka XIII.

## Vývoj počtu obyvatel
Počet obyvatel

## Osobnosti obce
- Jean Gagé, francouzský historik

## Vzdělání
Obec má jednu základní školu.